# Disney Jr.
«Disney Jr.» — блок програм для дошкільнят на Disney Channel. Цільова аудиторія — діти віком від 2 до 7 років. Є торговою маркою програм дошкільної освіти Disney Channel. Також в Україні блок «Disney Junior» транслюється вранці на каналі ПлюсПлюс.

## Історія «Playhouse Disney і Disney Jr.»
Playhouse Disney channel Запущений в 1997 році в США У США блок «Playhouse Disney» завершив своє мовлення і, починаючи з 14 лютого 2011 року, був замінений блоком «Disney Junior». У перспективі, перехід програм «Playhouse Disney» під марку «Disney Junior» буде здійснено у всьому світі.

## Самостійний канал
Нині, у більшості країн світу «Disney Junior» є блоком програм для дошкільнят на місцевій версії каналу «Disney Channel». Однак, останнім часом видно тенденцію виділення «Disney Junior», як самостійного каналу. Цікаво, що в США, на батьківщині Disney, самостійний канал (уже під назвою «Disney Junior») вперше з'явиться тільки 23 січня 2012 року. Водночас у деяких інших країнах світу, самостійні канали «Playhouse Disney» вже працюють досить давно. В Канаді працюють два однойменних цілодобових канали з різним програмуванням — один англійською, інший французькою мовою. 

## Програми власного виробництва
- «Клуб Мікі Мауса» (англ. «Mickey Mouse Clubhouse»)
- «Спецагент Взг[en]» (англ. «Special Agent Oso»)
- «Умілець Менні» (англ. «Handy Manny»)
- «Мої друзі Тигрик та Вінні» (англ. «My Friends Tigger & Pooh»)
- «Маленькі Ейнштейни[en]» (англ. «Little Einsteins»)
- «Перехрестя в джунглях[en]» (англ. «Jungle Junction»)
- «Прикольні фантазери[en]» (англ. «Imagination Movers»)
- «Джейк і пірати з Небувалії » (англ. «Jake and the Never Land Pirates»)
- «101 далматинець» (англ. «101 Dalmatians: The Series»)
- «Томас і друзі» (англ. «Thomas & Friends»)
- «Русалонька» (англ. «The Little Mermaid: The Series»)
- «Нові пригоди Вінні-Пуха» (англ. «The New Adventures of Winnie the Pooh»)
- «Свинка Пеппа» (англ. «Peppa Pig»)
- «Веселі паровозики з Чагінтона[en]» (англ. «Chuggington»)
- «Лікар Плюшева» (англ. Doc McStuffins)
- «Непосида Зу» (англ. Zou)